# Warren Bennis
Warren Bennis, född 1925, död 2014, var en amerikansk psykolog. Han var författare till Leaders: the Strategies for Taking Charge.